# 入山七菜
入山 七菜（いりやま なな、2003年2月6日 - ）は、東洋大学経営学部を卒業した日本の女優・タレント。「MISS CIRCLE CONTEST 2023」グランプリ。

## 来歴
小学生の時に見た「あまちゃん」（NHK）でののんの演技に惹かれ、芸能界に興味を持つ。SHOWROOM上で知り合いだった1期生の今井陽菜に刺激を受け、フジコーズの2期生募集オーディションに応募し、合格。2023年10月20日放送分から「オールナイトフジコ」（フジテレビ）に出演中。
「MISS CIRCLE CONTEST 2023」ではグランプリを獲得した。

## 人物
- 愛称は、ななち
- 好きな食べ物はお寿司・母親の作る料理・白米・スイカ
- 好きな動物は犬と猿
- 好きな色は紫
- おすすめの本は『不器用で』（ラランド・ニシダ著）
- 好きな給食のメニューはカレーとキムタクごはん[1]
- 今ハマっているものはトルティーヤ
- 異性の好きな仕草は笑う仕草

一番の宝物は私に関わってくれている方々
- 好きな言葉はやらぬ後悔よりやる後悔
- 趣味はカラオケとYouTubeを見ることで、カラオケでは3時間歌っても喉が枯れない。最高点は大塚愛の「プラネタリウム」で98点。[3]
- 映画はジャッキーチェン主演の「酔拳」が好き
- 特技は書道・歌・バビ語[4]、ドラム[5]
- 憧れの人はのん、指原莉乃、ぺえ

## 出演

### テレビ
- オールナイトフジコ（2023年10月20日 - 、フジテレビ）
- 2023 FNS歌謡祭 第2夜（2023年12月13日、フジテレビ）

### ラジオ
- 四千ミルク（2024年10月9日、FM FUJI）[6]

### イベント
- BIWAFES2024（2024年2月4日、ボートレースびわこ）
- オダイバ!!超次元音楽祭フユフェス2024（2024年2月24日・25日、ぴあアリーナMM）
- マイナビTOKYO GIRLS COLLECTION 2024 SPRING/SUMMER（2024年3月2日、代々木第一体育館）[7]
- AGESTOCK2024（2024年3月3日、代々木第一体育館）
- 富士SUPER TEC 24時間レース（2024年5月25日、富士スピードウェイ）

### 雑誌
- BOMB 2024年3月号（2024年2月8日発売、ワン・パブリッシング）[8]

### 写真集
- フジコーズ写真集「ALL NIGHT PARTY TIME」（2024年8月3日、集英社）[9]

### ラジオ
- DJ Tomoaki's Radio Show!（2023年12月28日、下北FM）[10]
- オレたちゴチャ・まぜっ！～集まれヤンヤン〜立志篇（2024年4月5日 - 、MBSラジオ）[11]

### YouTube
- 【顔面パイ】フジコーズがやってきた！ラフラフと顔面じゃんパイ対決【衝撃結末】（ラフ×ラフ公式YouTubeチャンネル）[12]

### その他
- アフィリア魔法学院放送部（2024年12月29日・2025年1月5日、超!A&G+）[13]